# VTB Bank
VTB Bank (russisk: ПАО Банк ВТБ) (tidligere Vneshtorgbank) er en russisk statsejet bank og finansvirksomhed. Virksomheden er registreret i Sankt Petersborg og har hovedkvarter i Federation Tower i Moskva. Den russiske stat ejer 61 % af aktierne i VTB Bank. Omsætningen var på 22,8 mia. US $ i 2017, og der var ca. 77.000 ansatte.
VTB Bank og datterselskaber udgør en ledende finanskoncern med primært forretningsområde i Rusland og i SNG-lande, desuden Europa, Asien, Afrika og USA.
VTB Bank blev etableret i 1990 under navnet Vneshtorgbank, det skete med støtte fra Ruslands nationalbank og Ruslands finansministerium. I 2007 blev virksomheden børsnoteret.